# Leon Schönker
Leon Schönker – polski malarz, przedsiębiorca i działacz społeczny, urodzony w 1903, zmarł w 1965 w Ramat Josef koło Tel Awiwu. Schönker był znany z organizowania w Oświęcimiu Biura Emigracyjnego na początku II wojny światowej.

## Życiorys
Rodzina Schönkerów osiedliła się w Oświęcimiu około połowy XIX wieku. Kolejne pokolenia Schönkerów przyczyniły się w znacznym stopniu do rozwoju finansowego i kulturalnego Oświęcimia. Rodzina znana była z utrzymywania bliskich kontaktów z okolicznymi mieszkańcami, zarówno Żydami, jak i chrześcijanami, a także z zasiadania w radzie miejskiej. Ojcem Leona był Józef Schönker, znany przemysłowiec, który w 1905 roku założył fabrykę pestycydów pod nazwą AE Schönker – później przemianowaną na Wytwórnię Sztucznych Nawozów Agrochemia. Był członkiem rady miejskiej, Gminy Wyznaniowej Izraela i Oświęcimskiej Kasy Oszczędności.
W czasie I wojny światowej rodzina Schönkerów przeniosła się do Wiednia, gdzie 15-letni Leon podjął studia na Akademii Sztuk Pięknych. Studia kontynuował po wojnie w Paryżu i Amsterdamie. W 1922 wrócił do Polski, początkowo osiedlając się w Krakowie, gdzie związał się z lokalnymi kręgami artystycznymi. Był jednym z założycieli Stowarzyszenia Malarzy i Rzeźbiarzy Żydowskich i ostatecznie został wybrany jego prezesem. Jego polichromie zdobiły wnętrze synagogi Wolfa Poppera na krakowskim Kazimierzu. Publikował w wielu dziennikach i czasopismach, m.in. w Nowym Dzienniku i piśmie Sztuka i Życie Współczesne. W okresie międzywojennym był już uznanym malarzem, znanym mieszkańcem Krakowa i Oświęcimia. Jego prace znajdują się w zbiorach Akademii Besaleela w Jerozolimie i w Ermitażu. W latach 1931–1935 był prezesem Zrzeszenia Żydowskich Artystów Malarzy i Rzeźbiarzy w Krakowie.

### Biuro Emigracyjne
W 1939 r. Leon został przewodniczącym Żydowskiej Rady Starszych w Oświęcimiu. W pierwszych miesiącach wojny kierował Biurem ds. Emigracji i prowadził negocjacje z władzami niemieckimi w Berlinie. Próby relokacji polskich Żydów nie powiodły się, a władze niemieckie zdymisjonowały Schönkera, wybierając na jego miejsce bardziej uległego przewodniczącego Rady Starszych. Podjęta przez Schönkera próba ratowania Żydów ze Śląska i jej późniejsza kontynuacja zakończyły się niepowodzeniem, a zdecydowana większość miejscowych Żydów, podobnie jak reszta ich europejskiej populacji, została zamordowana podczas Holokaustu. Historię biura emigracyjnego opisuje książka autorstwa syna Leona, Henryka Schönkera, pod tytułem Dotknięcie Anioła, oraz nakręcony na jej podstawie film.

### Po 1940
Na początku 1940 r. rodzina została zmuszona do ucieczki z miasta. Schönkerowie przeszli przez Kraków, Wieliczkę i getta w Tarnowie i Bochni. Dzięki sfałszowanym dokumentom znaleźli się w specjalnej części obozu Bergen-Belsen jako obywatele palestyńscy oczekujący na wymianę. Po ewakuacji zostali wyzwoleni. Po wyzwoleniu Leon Schönker wrócił do rodzinnego miasta, ponownie otworzył fabrykę Agrochemii i objął przewodnictwo w Żydowskim Związku Religijnym. Zaangażował się w pomoc ocalałym oraz odbudowę życia żydowskiego i samego miasta, jednak w 1949 roku komunistyczne władze skonfiskowały jego fabrykę. W 1955 roku cała rodzina otrzymała pozwolenie na wyjazd z kraju. Pojechali do Wiednia, a stamtąd do Izraela. Leon Schönker zmarł w 1965 roku w wieku 62 lat.